# Joan Canadell
Joan Canadell Bruguera (Barcelona, 9 de septiembre de 1967) es un empresario español. En 2019 fue elegido presidente de la Cámara Oficial de Comercio, Industria y Navegación de Barcelona, cargo que dejó en 2021, tras presentarse a las elecciones al Parlamento de Cataluña de 2021, donde fue elegido diputado.

## Biografía
Es ingeniero industrial de organización y máster en marketing y distribución comercial por la Universidad Politécnica de Cataluña. Posteriormente estudió en el IESE Business School.
Fundador y socio de Petrolis Independents, Cofundador del Cercle Català de Negocis (CCN), «una pequeña organización empresarial independentista», del que fue secretario general entre 2008 y 2013. Es miembro de Crida Nacional.
Ganó las elecciones a la Cámara Oficial de Comercio, Industria y Navegación de Barcelona en 2019 con una plataforma independentista apoyada por la Asamblea Nacional Catalana (ANC) y el CCN. Defendía la rotura con la Cámara de Comercio de España y «trabajar de manera leal y seria para conseguir una República Catalana independiente, rica y próspera». En las elecciones, en las que solo votó un 3% de las empresas con derecho a voto, consiguió 31 de las 40 vocalías que se eligen por sufragio. Anteriormente, Canadell había llamado al boicot de empresas que considera que se oponen a la independencia, como El Corte Inglés, CaixaBank, Banco Sabadell, Endesa, Naturgy, Repsol o el diario La Vanguardia.

## Posiciones
Ideológicamente se encuentra cercano a la Asamblea Nacional Catalana y a posiciones independentistas. Defiende que el Estado central «va en contra de Cataluña» al «hacer política en contra de la mayoría de la sociedad» como, según él, lo demostrarían el retraso del corredor mediterráneo, cercanías o los problemas del aeropuerto. En su elección como presidente de la Cámara de Comercio de Barcelona afirmó: «dejadnos soñar en que seremos un Estado, porque estamos convencidos de que será lo mejor para la empresa y para la sociedad catalana en general. E intentaremos que este sueño se haga realidad dando argumentos que convenzan a una mayoría suficiente»
En 2015 propuso la creación de una base de datos de «las personas que insultan a los catalanes». En 2017 insinuó el interés del Gobierno español en fomentar los atentados de Barcelona de 2017 para desprestigiar a los nacionalistas. En agosto de 2018 afirmó que «llevamos 300 años bajo estos salvajes, yo creo que incluso 500 años» y en abril de 2019 que «esto es como con Drácula, que solo lo matas clavándole una estaca en el corazón. ¿Qué es lo que mata a España? La democracia. Si hay algo que haga temblar a España, es la democracia».
Financiador del Institut Nova Història a través de su empresa, Petrolis Independents, en agosto de 2017 pronunció una conferencia en la que defendió la influencia decisiva de Cataluña en la configuración de la Inglaterra de la segunda mitad del siglo XVI, y que el diseño de la bandera de EE. UU. se habría inspirado en la señera catalana. Ha defendido a la asociación, acusada de fomentar la pseudohistoria, afirmando que «alguien ha de cuestionar la historia oficial de nuestro país. No puede ser que alguien todavía crea que la expedición de Colón se pagó con las joyas de Isabel».
Contumaz detractor de Inés Arrimadas, aboga por su declaración, junto a Felipe VI, como persona non grata en Cataluña.
Manifiesta una oposición y rechazo frontal a las empresas de la «oligarquía española», haciendo acusaciones tales como: «Señores de El Corte Inglés, ¿están de acuerdo en que haya presos políticos? Si la respuesta es sí o el silencio, nadie tendría que ir a comprar allí» o pidiendo alejarse «de los poderes fácticos centralizados, del Ibex 35 y del palco del Bernabéu».

## Obras
- Les raons econòmiques de la independència, 2010. ISBN 9788461442591
- Catalunya: estat propi, estat ric, 2012. ISBN 9788483306987
- Potencial d'estat, 2015. ISBN 9788494101953